# Côte (os)
Pour les articles homonymes, voir Côte.

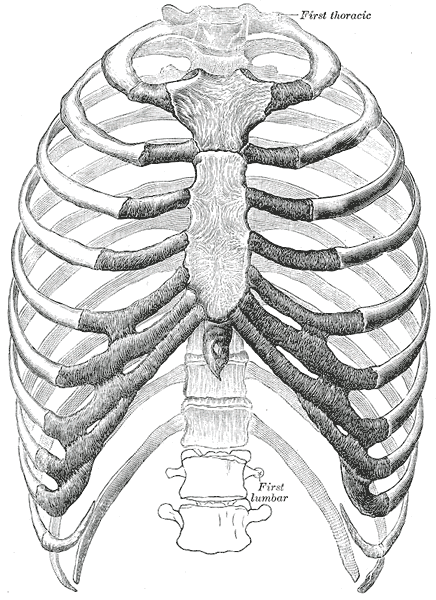
Cage thoracique (illustration tirée du Gray's Anatomy).

En anatomie, les côtes (du latin : costae) sont des os plats recourbés (appartenant à la catégorie des os arqués) qui contribuent avec le sternum et les vertèbres thoraciques, à la constitution de la cage thoracique qui protège le cœur et les poumons.

## Description
Les douze paires de côtes se répartissent en deux groupes :
- les sept premières paires, nommées côtes sternales ou vraies côtes, sont reliées directement au sternum par leur cartilage ;
- les cinq suivantes, dites côtes asternales, se répartissent en deux sous-groupes : 
  - les huitième, neuvième et dixième côtes, dites fausses côtes, ont leur cartilage uni à celui des côtes sus-jacentes ;
  - les onzième et douzième côtes, dites côtes flottantes, se terminent par un cartilage libre.

Parfois une côte cervicale surnuméraire s'ossifie au contact de l'apophyse costiforme de la 7ème vertèbre cervicale, ou une côte surnuméraire lombaire s'ossifie au contact de l'apophyse costiforme de la 1ère vertèbre lombaire, ou la dernière côte dorsale est absente.
L'ensemble des côtes est appelé gril costal. Le sternum et les cartilages costaux sont parfois appelés plastron sternocostal. Le plastron étant une armure portée sur le torse, en raison de sa relative flexibilité lui conférant une protection contre les traumatismes compressifs.
On nomme les paires de côtes à l’aide de la lettre K (le C étant déjà utilisé pour les vertèbres cervicales), suivie d’un numéro (de 1 à 12 de haut en bas).
Les côtes sont constituées d'une tête, d'un col et d'un corps.

### Tête
La tête de la côte est la partie la plus postérieure de la côte. L'extrémité postérieure de la 1ère côte comporte une seule facette articulaire en contact avec celle de l'apophyse costiforme de 1ère vertèbre dorsale. De 2ème à l'avant-dernière côte, l'extrémité postérieure de chaque côte comporte par deux facettes articulaires, une supérieure et une inférieure, séparées par la crête de la tête costale contact, respectivement avec l'apophyse costiforme des vertèbres dorsales supérieure et inférieure. L'extrémité postérieure de la dernière côte comporte une seule facette articulaire en contact avec celle de l'apophyse costiforme de dernière  vertèbre dorsale.Sur cette crête s’insère le ligament intra-articulaire relié au disque intervertébral contigu.
Les deux facettes articulaires forment, avec la facette costale inférieure de la vertèbre thoracique sus-jacente et avec facette costale supérieure de la vertèbre thoracique sous-jacente, l'articulation de la tête costale.
Sur le pourtour antérieur de son extrémité s'insère un ligament radié de la tête de côte qui relie la côte aux corps des vertèbres sus-jacente et sous-jacente et au disque intervertébral.
Sur sa partie supérieure s’insère le faisceau antéro-médian du ligament costo-transversaire supérieur.

### Col
Le col de la côte est une partie aplatie qui s'étend latéralement à partir de la tête. Il mesure environ 3 cm de long.
Sa face antérieure est plate et lisse
Sa face postérieure est perforée de nombreux foramens et sa surface est rugueuse.
À sa jonction avec le corps de la côte, sa face postérieure présente le tubercule de la côte avec deux facettes une articulaire interne et une non articulaire externe. La partie articulaire forme avec la facette costale du processus transverse de la vertèbre sous-jacente l'articulation costotransversaire. La partie non articulaire donne insertion au latéral faisceau d'un ligament costo-transversaire supérieur
Son bord supérieur présente la crête du col de la côte. Elle est rugueuse et donne insertion à un faisceau du ligament costo-transversaire supérieur (le ligament suspenseur de la côte).
Son bord inférieur est arrondi.

### Corps
Le corps de la côte est la partie située entre le tubercule costal et l'extrémité antérieure de la côte.
Il est aplati de dehors en dedans, curviligne à concavité médiale. Le début du corps a une direction postéro-latérale pour changer de direction au niveau de l'angle costal (ou angle costal postérieur) pour une direction antéro-inférieure.
La face médiale vers le bord inférieur est creusée du sillon costal (ou gouttière costale ou gouttière sous-costale) marqué par le faisceau vasculo-nerveux intercostal et l'insertion des muscles intercostaux.
L'extrémité antérieure du corps des côtes s'articule avec les cartilages costaux formant les articulations costo-chondrales.

### Première côte

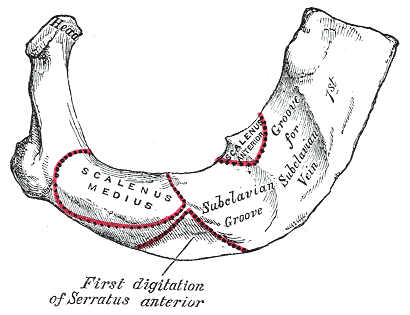
Vue supérieure d'une première côte droite.

Position de la première côte.

La première côte est la plus large et la plus courte des côtes. Ses faces sont orientées vers le haut et vers le bas. Elle s'articule avec une seule vertèbre, la première vertèbre thoracique et avec le premier cartilage costal articulé à l'incisure costale du manubrium sternal formant la synchondrose sterno-costale de la première côte. Elle délimite latéralement dans un plan oblique en bas et en avant l'ouverture supérieure du thorax.
Sa face supérieure est marquée de reliefs qui lui sont spécifiques. Près du bord médial se trouve le tubercule du muscle scalène antérieur est un point d'origine du muscle scalène antérieur. Il sépare  le sillon de l'artère subclavière  en arrière du sillon de la veine subclavière en avant.
En avant du sillon de la veine, un tubercule permet l'insertion du ligament costo-claviculaire et du muscle subclavier.
En arrière du sillon de l'artère s'insèrent le muscle scalène moyen et le muscle dentelé antérieur.
Sur le bord latéral de la côte s'insèrent les muscles dentelé postérieur et supérieur et le premier muscle élévateur des côtes.

Position de la deuxième côte.

### Deuxième côte

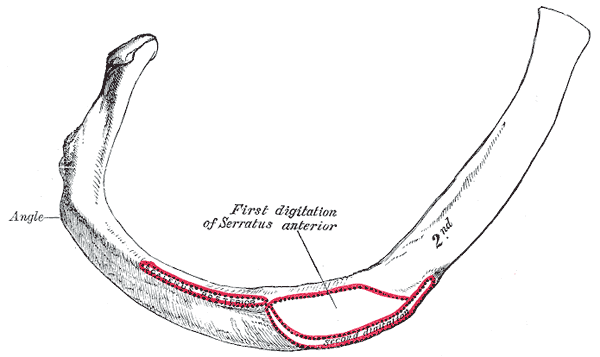
Vue supérieure de la deuxième côte.

La deuxième côte à ses faces orientées obliquement.
Sa face supéro-latérale est la zone d'insertion des muscles dentelé antérieur et dentelé postérieur et supérieur.
Sur son bord supérieur s’insère le deuxième muscle élévateur des côtes.
Elle ne possède pas de sillon costal.
Son extrémité antérieure est articulé avec le deuxième cartilage costal qui la relie à la deuxième incisure costale à cheval sur le manubrium sternal et le corps du sternum.

### Onzième et douzième côte
Les articulations de la tête costale des onzième et douzième côtes ne font intervenir qu'une vertèbre.

### Variations individuelles
Les 12es côtes ont une longueur variable selon les individus et peuvent être totalement absentes.
Il existe parfois des côtes surnuméraires : elles peuvent être articulées avec la première vertèbre lombaire (côte lombale) ou avec la septième vertèbre cervicale (côte cervicale).

## Articulations
Une côte est reliée aux vertèbres par :
- l'articulation de la tête costale ;
- l'articulation costotransversaire.

Elle est reliée au cartilage costal par l'articulation costo-chondrale.
Pour les dix premières côtes, les cartilages costaux les relient au sternum par les articulations sterno-costales.

## Les espaces intercostaux
On distingue les espaces vrais (pour les côtes 1 à 6) et faux (7 à 9) du fait du regroupement en un massif cartilagineux commun des côtes 7, 8 et 9. On note l'espace intercostal comme la côte supérieure de cet espace.
- Contenu de l'espace intercostal
  - Muscles intercostaux (du dehors en dedans) :
    - externes : fibres obliques vers le bas et l'intérieur. N'atteignent pas le sternum : présence d'une membrane pour combler l'espace.
    - moyens : collé à la face interne des muscles intercostaux externes : fibres obliques vers le bas et l'extérieur. N'atteignent pas le rachis : là encore présence d'une membrane pour combler l'espace,
    - intimes : fibres obliques vers le bas et l'extérieur. Décollées des deux groupes musculaires précédents, créant un espace occupé par :
      - le pédicule vasculo-nerveux, dans la gouttière sub-costale. De haut en bas :
        - les veines, s'anastomosent à plein canal :
          - veine intercostale postérieure. Va se jeter dans le système azygos;
          - veine intercostale antérieure. Va se jeter dans la veine thoracique interne,

        - les artères, s'anastomosent à plein canal :
          - artère postérieure, issue de l'aorte thoracique,
          - artère antérieure, issue de l'artère thoracique interne.

        - les nerfs intercostaux. Correspondent à la branche antérieure du nerf spinal (la branche postérieure va innerver les muscles paravertébraux). Donnent des branches collatérales : motrices pour les muscles et sensitives pour la peau entourant la cage thoracique.

## Anatomie fonctionnelle
Les mouvements sont les mouvements essentiels de la respiration (ventilation pulmonaire) : abaissement et élévation de la cage thoracique. Chez les mammifères, les côtes ne sont apparentes que sur le poitrail : des vestiges fusionnés de côtes peuvent être observés dans le développement des vertèbres cervicales et sacrées. Chez les reptiles, les côtes sont parfois présentes pour toutes les vertèbres, de la région cervicale à la région sacrée.
Chez les poissons, on retrouve quatre côtes pour chaque vertèbre. On peut facilement l’observer sur le hareng. Les poissons n’ont pas tous l’ensemble complet.
Les espaces entre les côtes sont appelés « espaces intercostaux ». Ils contiennent les muscles intercostaux, les nerfs intercostaux, les artères et veines intercostales. La cage thoracique et ses côtes nous permet de respirer grâce à leur élasticité. Chez certaines personnes, le vestige costal de la 7e vertèbre cervicale sur l'un ou l’autre des côtés est remplacé par une vertèbre libre supplémentaire appelée vertèbre cervicale, ce qui peut poser des problèmes pour les nerfs reliant le bras.

## Aspect clinique
La côte surnuméraire cervicale peut occasionner le syndrome de la côte cervicale.

## Anatomie comparée

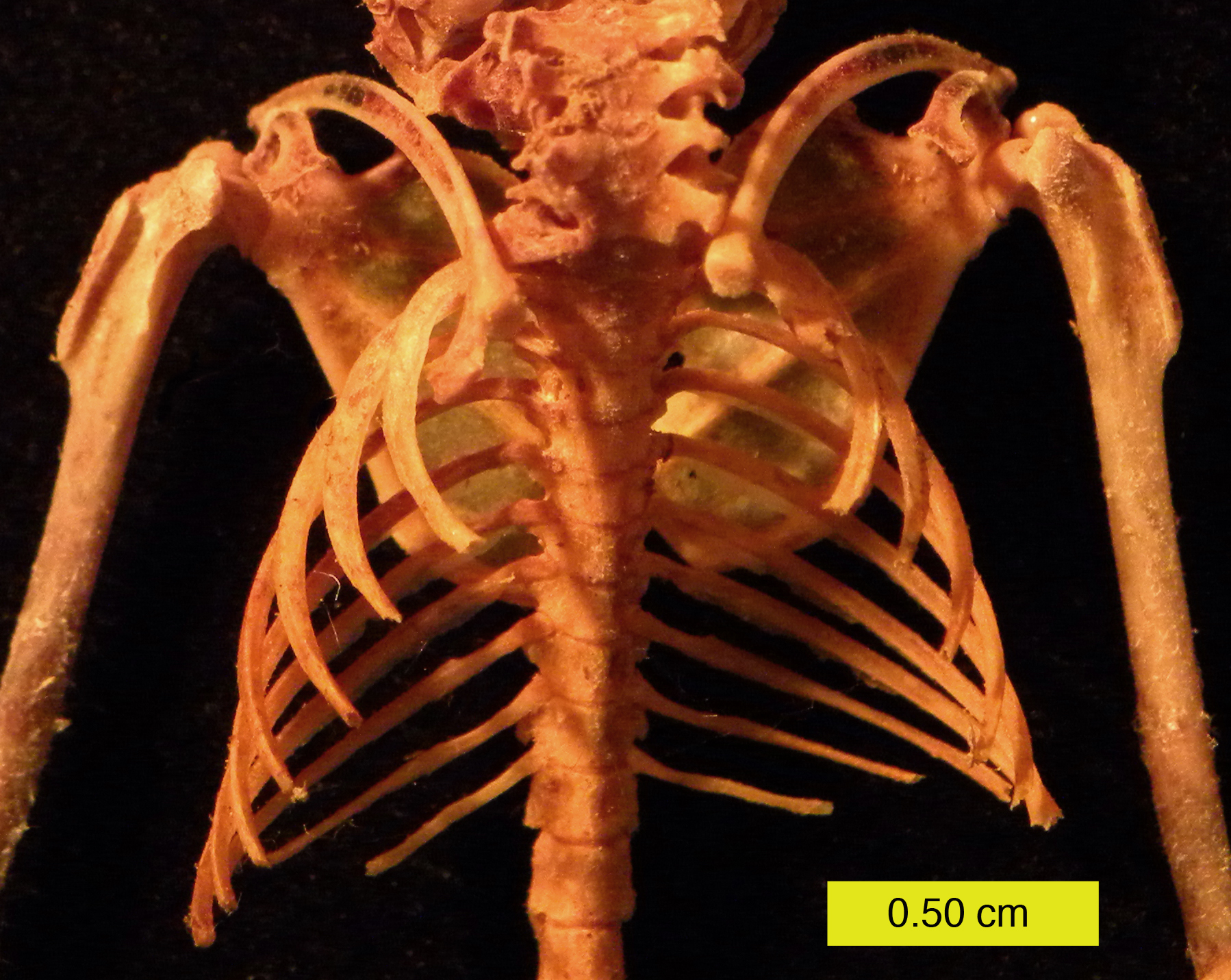
Cage thoracique de Grande chauve-souris brune (Eptesicus fuscus)